# Stephan Ehl
Stephan Ehl (* 5. September 1964) ist ein deutscher Kinderarzt und Immunologe mit Schwerpunkten in der Erforschung und Behandlung von genetisch bedingten Immundefekten.

## Leben
Stephan Ehl studierte von 1985 bis 1992 Humanmedizin in Aachen, Erlangen und München (LMU). Nach einer sich anschließenden Assistenzarztzeit an der Universitätskinderklinik in Ulm erhielt er 1995 bis 1997 entscheidende wissenschaftliche Anregungen als Postdoktorand am Institut für Experimentelle Immunologie der Universität Zürich (Schweiz) in der Arbeitsgruppe des Nobelpreisträgers Rolf Zinkernagel. Ab 1998 arbeitete er zunächst als Assistenzarzt und wissenschaftlicher Arbeitsgruppenleiter, und ab 2002 als Oberarzt am Zentrum für Kinder- und Jugendmedizin des Universitätsklinikums Freiburg. Nach der Habilitation 2003 erfolgte 2008 die Ernennung zum wissenschaftlichen Direktor des vom Bundesministerium für Bildung und Forschung (BMBF) geförderten Centrums für Chronische Immundefizienz (CCI). 2010 wurde Stephan Ehl zum W3-Professor für Pädiatrische Immunologie (CCI) und Leiter der Abteilung für Pädiatrische Immunologie am Universitätsklinikum Freiburg berufen, und nach Ende der BMBF-Förderung 2018 zum Direktor des neu gegründeten Instituts für Immundefizienz ebendort ernannt.

## Wirken
Stephan Ehl beschäftigt sich wissenschaftlich mit einem breiten Spektrum von angeborenen, d. h. genetisch bestimmten Defekten des Immunsystems. Ein besonderer Fokus liegt dabei auf der Dysregulation von T-Zellen, die sich sowohl in einer schweren Abwehrschwäche als auch in einer Überreaktion des Immunsystems – mit akut lebensbedrohlichen Organschäden – äußern kann. Die Grundlagen zu seinem Werk legte er während seiner Postdoktorandenzeit im Labor von Rolf Zinkernagel, wobei sich seine Forschung initial vor allem mit Immunität gegenüber Viren beschäftigte. Ab 2004 fokussierte sich Stephan Ehl auf primäre Immundefekte. Dabei erarbeitete er sich sowohl klinisch als auch wissenschaftlich hohe nationale und internationale Anerkennung. Spezielle wissenschaftliche Verdienste hat sich Stephan Ehl mit der Erstbeschreibung und exakten funktionellen Charakterisierung von genetisch diversen Syndromen mit Überaktivierung von T-Zellen erworben, die unter „Hämophagozytische Lymphohistiozytose“ (HLH) zusammengefasst werden. Weitere Arbeiten beschäftigen sich mit der Behandlung von angeborenen Immundefekten in klinischen Studien.
Neben Rolf Zinkernagel waren und sind Hans-Hartmut Peter, Hanspeter Pircher und Thomas Boehm (alle Freiburg) und Alain Fischer (Paris) besonders wichtige klinische und wissenschaftliche Impulsgeber.
Stephan Ehl war und ist in den Vorständen verschiedener internationaler Fachverbände tätig, u. a. in der European Society for Immunodeficiency, in der Arbeitsgemeinschaft Pädiatrische Immunologie, in der HLH-Arbeitsgruppe der Histiocyte Society.
Seit 2015 ist Stephan Ehl Sprecher des DFG-Sonderforschungsbereichs „SFB 1160: IMPATH – Immunpathologie aufgrund eingeschränkter Immunreaktionen“, und seit 2020 ist er Mitglied der Nationalen Akademie der Wissenschaften Leopoldina.

## Auszeichnungen (Auswahl)
- 2002 Kind-Philipp-Preis für pädiatrisch-onkologische Forschung (GPOH)[12]
- 2000 Forschungspreis der Deutschen Gesellschaft für pädiatrische Infektiologie (DGPI)[13]
- 1998 Forschungspreis der Deutsch-Österreichischen Gesellschaft für Neonatologie und Pädiatrische Intensivmedizin (DÖGNPI)[14]

## Veröffentlichungen

### Beiträge zu Sammelwerken und Zeitschriften
- Stephan Ehl, Peter Aichele u. a.: Antigen persistence and time of T-cell tolerization determine the efficacy of tolerization protocols for prevention of skin graft rejection. In: Nature Medicine. Band 4, Nr. 9, September 1998, S. 1015-9, doi: 10.1038/2001
- Julian Thalhammer, Gerhard Kindle u. a.: Initial presenting manifestations in 16,486 patients with inborn errors of immunity include infections and noninfectious manifestations. In: Journal of Allergy and Clinical Immunology. Band 148, Nr. 5, November 2021, S.1332–1341, doi: 10.1016/j.jaci.2021.04.015
- Carsten Speckmann, Sam Doerken u. a.: A prospective study on the natural history of patients with profound combined immunodeficiency: An interim analysis. In: Journal of Allergy and Clinical Immunology. Band 139, Nr. 4, April 2017, S.1302–1310,  doi: 10.1016/j.jaci.2016.07.040
- Toni Cathomen, Stephan Ehl: Translating the genomic revolution - targeted genome editing in primates. In: The New England Journal of Medicine. Band 370, Nr.24, Juni 2014, S. 2342-5, doi: 10.1056/NEJMcibr1403629